# Communication Breakdown
Communication Breakdown е песен на английската рок група „Лед Зепелин“, от едноименния им дебютен албум от 1969 г. Песента се използва и като Б-страна на първия сингъл на групата в САЩ, Good Times Bad Times. Към песента е направен и промоционален видеоклип, като групата имитира записа, който е включен в Led Zeppelin DVD (2003).
Това е една от първите песни, върху които групата работи, малко след сформирането си и преди да започне някакви концерти изяви. Communication Breakdown е разваита от китарен риф, изсвирен от Джими Пейдж, a останалата част от групата написва песента около него. Басистът Джон Пол Джоунс по-късно каза: „Това е рифът на Пейдж – можете да го разберете незабавно“. Певецът Робърт Плант не може да получи разрешение за написване на песни поради предишен договор за запис и следователно той е кредитиран просто на другите трима членове на групата.

## Изпълнение на живо
Communication Breakdown е част от първоначалния списък от песни изпълнявани на живо от групата през 1968 г. и се изпълнява на всеки концерт до 1970 г., след което е представяна като бис. Групата я свири в поне един от концертите си за всички следващи турнета, включително в резиденцията им в Ърлс Корт, Лондон през 1975 г., второто участие на фестивала Кнебуорт през 1979 г. и последното турне на групата през 1980 г. Роберт Плант я свири на някои от своите соло турнета, докато Джон Пол Джоунс я изпълнява на живо с Диаманда Галас през 1994 г.
В Led Zeppelin BBC Sessions, издаден през 1997 г., тази песен е представена три пъти, всяка с малко по-различна импровизация от групата.

## Наследство
Басистът на „Диктаторс“ Анди Шерноф заявява, че китарният риф на Пейдж с бързи удари в Communication Breakdown е вдъхновение за стила на даунстроук китарата на китариста на „Рамоунс“ Джони Рамон. Рамон заявява в документалния филм Ramones: The True Story, че е изгражда умения в стила си на свирене, като свири песента отново и отново през по-голямата част от ранната си кариера.
Песента е използвана в американския анимационен ситком Семейство Симпсън. В епизод от 2006 г., озаглавен G.I. (Annoyed Grunt), група войници с китари свирят рифа по време на набиране на персонал на препълнен стадион. Според автора Джонатан Пиеслак, сцената е „ясно сатирична... финалната сцена препраща към рок музиката и предполага, че да си в армията е някак си като на рок концерт“.

## Музиканти
- Робърт Плант – вокали
- Джими Пейдж – китара
- Джон Пол Джоунс – бас китара
- Джон Бонъм – барабани